# Korneuburg (district)
Het politieke district Bezirk Korneuburg in de Oostenrijkse deelstaat Neder-Oostenrijk ligt in het noordoosten van het land, iets ten noorden van de hoofdstad Wenen en ten zuiden van de grens met Tsjechië. Het district bestaat uit een aantal gemeenten, die hieronder zijn opgesomd.

## Gemeenten en bijbehorende plaatsen
- Bisamberg
  - Bisamberg, Klein-Engersdorf
- Enzersfeld
  - Enzersfeld, Königsbrunn
- Ernstbrunn
  - Au, Dörfles, Ernstbrunn, Gebmanns, Klement, Lachsfeld, Maisbirbaum, Merkersdorf, Naglern, Simonsfeld, Steinbach, Thomasl
- Gerasdorf bei Wien
  - Gerasdorf, Seyring
- Großmugl
  - Füllersdorf, Geitzendorf, Glaswein, Großmugl, Herzogbirbaum, Nursch, Ottendorf, Ringendorf, Roseldorf, Steinabrunn
- Großrußbach
  - Großrußbach, Hipples, Karnabrunn, Kleinebersdorf, Weinsteig, Wetzleinsdorf
- Hagenbrunn
  - Flandorf, Flandorf, Hagenbrunn, Hagenbrunn
- Harmannsdorf
  - Harmannsdorf, Hetzmannsdorf, Kleinrötz, Lerchenau, Mollmannsdorf, Obergänserndorf, Rückersdorf, Seebarn, Würnitz
- Hausleiten
  - Gaisruck, Goldgeben, Hausleiten, Perzendorf, Pettendorf, Schmida, Seitzersdorf-Wolfpassing, Zaina, Zissersdorf
- Korneuburg
- Langenzersdorf
- Leitzersdorf
  - Hatzenbach, Kleinwilfersdorf, Leitzersdorf, Wiesen, Wollmannsberg
- Leobendorf
  - Leobendorf, Oberrohrbach, Tresdorf, Unterrohrbach
- Niederhollabrunn
  - Bruderndorf, Haselbach, Niederfellabrunn, Niederhollabrunn, Streitdorf
- Rußbach
  - Niederrußbach, Oberrußbach, Stranzendorf
- Sierndorf
  - Höbersdorf, Oberhautzental, Obermallebarn, Oberolberndorf, Senning, Sierndorf, Unterhautzental, Untermallebarn, Unterparschenbrunn
- Spillern
- Stetteldorf am Wagram
  - Eggendorf am Wagram, Inkersdorf, Starnwörth, Stetteldorf am Wagram
- Stetten
- Stockerau
  - Oberzögersdorf, Stockerau, Stockerau, Unterzögersdorf